# Die Söhne des Grafen Steinfels
Die Söhne des Grafen Steinfels ist ein etwa einstündiges deutsches Stummfilm-Melodram von Rudolf del Zopp mit Harry Liedtke und Walter Steinbeck in den Hauptrollen.

## Handlung
Felix und Leo von Steinfels sind die recht ungleichen Söhne des alten Grafen Steinfels. Als sie nach dem Tode des Vaters die junge Hertha von Röhnen unter ihrem Dach bewirten, verlieben sich beide Männer in sie. Während der zartbesaitete Felix sich ihr gegenüber jedoch nicht erklärt, stürmt der etwas grobe Leo sofort voran und macht Hertha einen Heiratsantrag, den diese sogleich annimmt. Trotz der Ehe hält Leo auch weiterhin seine Beziehung zu einer Tänzerin namens Sorette aufrecht, die ihm eines Tages ihr beider Kind, das aus dieser Liaison hervorgegangen ist, übergibt. Leo nimmt das Mädchen zu sich. 
Wenig später kommt es zu einem Jagdunfall, bei dem Leo sein Leben verliert. Im Glauben, er hätte ihn erschossen, tauscht Felix die Gewehre aus, doch der Verdacht, ein Brudermörder zu sein, fällt dennoch auf ihn. Denn die tödliche Kugel passt exakt in den Lauf seines Gewehrs. Felix, der weiß, dass er unschuldig ist, verlässt angesichts des geäußerten Verdachts, ein zweiter Kain zu sein, verbittert das Haus. Währenddessen errichtet Witwe Hertha für ihren verblichenen Gatten ein Mausoleum und lässt von Leo eine Totenmaske herstellen. Nach Jahren entdeckt die inzwischen herangereifte Tochter Leos im Jagdgewehr des toten Vaters Briefe, die von Sorette stammen. Ohne die Zusammenhänge zu kennen, übergibt sie diese der ahnungslosen Hertha. Die geht zum Mausoleum, zerstört Leos Totenmaske und bricht schließlich an seinem Grabmal zusammen.

## Produktionsnotizen
Die Söhne des Grafen Steinfels entstand in den Ateliers der Eiko-Film, passierte im Oktober 1915 die Zensur und wurde im darauf folgenden Monat uraufgeführt. In Österreich-Ungarn lief der Dreiakter mit einer Länge von rund 1200 Meter stark verspätet am 1. Juni 1918 an.

## Kritik
In Wiens Neue Kino-Rundschau heißt es: „Die Söhne des Grafen Steinfels ist ein interessanter Film, dessen Handlung reichlich Romantik entwickelt und zu spannen und fesseln vermag. (…) Harry Liedtke, der feinsinnige Gestalter, schuf in der Figur des entsagenden Bruders eine überaus liebenswürdige, in den tragischen Szenen eine erschütternde Persönlichkeit. (…) Die geschickte Regie sorgte für eine treffsichere Inszenierung und tadellose Photographie.“